# Il genio del male (librogame)
Il genio del male (Scream of the Evil Genie) è il terzo librogame appartenente alla serie di racconti speciali della serie horror per ragazzi Piccoli brividi, scritta da R. L. Stine. Insieme al libro era allegato un blocchetto contenente 24 cartoline ritraenti le copertine di altri romanzi della serie.
Il volume è il tredicesimo della serie originale Give Yourself Goosebumps, la quale è composta da quarantadue libri-game dov'è il lettore a scegliere il finale della storia in base alle decisioni prese. Di questa serie, tuttavia, solo quattro libri sono stati pubblicati in Italia.

## Struttura
Il protagonista del racconto è il lettore stesso. Una volta uscito da scuola e tornato a casa, ti accorgi di essere solo e che, quindi, puoi fare quello che vuoi. Vai al frigorifero e, tra le tante cose buone da mangiare, prendi una lattina di aranciata, e quando la apri fuoriesce un genio di nome Jenna, vestita come una punk, la quale ti garantisce ben tre desideri a patto che essi non siano violenti. Tuttavia, per far sì che essi si realizzino, devono essere espressi con molta chiarezza.

### Storia A
Tra i quattro desideri che ti vengono in mente, pensi subito a:
- Divenire una celebrità della TV, del cinema o dello sport.
- Essere il ragazzo più bello del mondo.
- Essere il ragazzo più ricco del mondo.
- Niente di quanto precedentemente pensato, ovvero fama, ricchezza o bellezza, ma "altro".

Ma qualcosa va "storto" con il desiderio, ragion per cui dovrai trovare un modo per affrontare da solo la tua decisione oppure cancellare il desiderio, ma non sai dov'è Jenna...

### Storia B
Prima che tu possa esprimere il tuo desiderio, tua madre torna a casa. Ti mette in imbarazzo e ti senti così frustrato che desideri che Jenna sia tua madre. Il tuo desiderio diventa realtà, e ora devi trovare un modo per riavere la tua vera madre, ma anche tuo fratello Randy e tua sorella Kate sono figli di Jenna e, di conseguenza, possono esprimere anche loro tre desideri a testa.
A questo punto, nella storia che avrai scelto, saranno presenti 22 finali in base alle scelte che prenderai durante la lettura.

#### Finali negativi
- Decidi di non cavalcare la tigre per raggiungere a piedi la gigantesca Jenna. Ad un tratto il genio torna sui suoi passi per vedere se la stavi raggiungendo e ti schiaccia di colpo, uccidendoti.
- Cerchi di esprimere un desiderio ma l'uomo-ratto, un mostruoso boss del videogioco Mortal Revenge dotato di quattro mani armate di spada e una testa di ratto, lancia le sue spade contro di te, ed è implicito che tu muoia trafitto dalle lame.
- Usi il tuo ultimo desiderio per liberarti di un mostruoso insetto metallico. Di conseguenza, Jenna resta tua madre, mentre la tua vera madre si ritrova intrappolata nella vecchia lattina di Jenna.
- Ti auguri di non aver mai incontrato Jenna e viaggi indietro nel tempo, dove si trova la tua bis-bis-bis-bis-bis-bis prozia Lavinia nell'epoca del giorno del ringraziamento.
- Decidi di rimanere nelle acque dell'oceano per evitare una bestia ruggente che è da qualche parte nella giungla. Il sole si riflette sull'acqua ed è implicito che tu muoia arso vivo dall'alta temperatura.
- Per far uscire tua madre dalla lattina di Jenna, decidi di non sprecare il tuo ultimo desiderio e di aprirla con un apriscatole. In tal modo uccidi inavvertitamente Jenna, e tua madre rimane alta cinque pollici e ora è arrabbiata perché Randy sta organizzando una festa, ordinandoti di rispedire a casa tutti i ragazzi.
- Decidi di non seguire il pappagallo e vieni sgridato dall'autore del libro, perché avresti dovuto sapere che il pappagallo ti avrebbe aiutato a scappare dall'isola. Tuttavia, se questo è stato il tuo primo librogame della serie, ti viene data una seconda possibilità. In caso contrario, è la fine.
- Un collega ti ruba la lattina d'aranciata di Jenna e fugge nella sua nuova Ferrari. È implicito che passi la tua carriera come il drago verde e rosa, Wilfred, facente parte di un programma per bambini di quattro anni.
- Tu e Peter cercate di nascondervi dietro il bancone degli hot dog, ma inciampate in un sistema di allarme. Quando la polizia del centro commerciale arriva sulla scena, cerchi di convincerli che sei così ricco che potresti comprare lo stand degli hot dog, forse anche l'intero centro commerciale. Ma loro non ti credono ed è implicito che ti arrestino.
- Racconti al tuo maggiordomo, James, tutta la storia, e lui accetta di aprire quaranta casse di aranciata per te. Ma quando trova la lattina, desidera che lui sia ricco e che tu sia il suo maggiordomo. Ti avverte inoltre di non provare a cercare la lattina dal momento che lui l'ha già nascosta.
- Rimani bloccato su un'isola con altri bambini, alcuni vestiti in modo antiquato, che hanno tutti avuto a che fare con Jenna e i suoi desideri assurdi. Presto ti accorgi che sei sull'Isola che non c'è, e quando appare Peter Pan urli terrorizzato.
- Per un desiderio incurante di tuo fratello Randy, hai dapprima la faccia blu e poi a strisce rosse e gialle. Frustrato, urli accidentalmente "Vorrei che chiudessi la bocca!" e la bocca di tuo fratello è permanentemente chiusa. Cerchi di essere intelligente con il tuo ultimo desiderio e chiedi a Jenna di ricevere il resto dei desideri di Randy. Jenna te lo concede, ma ti prende in giro quando rivela che Randy non ha più desideri, lasciando che ella rimanga tua madre e tu e Randy nei vostri attuali stati.
- Desideri di essere così bello che le bocche della gente si aprano quando ti vedono. E di fatto ciò avviene, ma nel frattempo sei diventato un dipinto in un museo, senza che tu possa avere la possibilità di far tornare tutto come prima.
- Ti auguri di non aver mai incontrato il genio Toobah (il sostituto di Jenna) e di viaggiare indietro nel tempo fino a dove è iniziata l'intera storia. Volendo ancora esprimere desideri, cerchi la lattina di Jenna. Solo che tuo fratello ce l'ha già e l'ha aperta, facendo intendere che tutta la storia ricomincerà sotto il suo volere, stavolta.
- Jenna ti inganna e tu sprechi il tuo ultimo desiderio. Poi lei desidera che sia libera e che tu sia il genio della lattina. Più tardi, un bambino sull'isola trova la tua lattina, lo apre e tu esci fuori da lì, pronto a esaudire i suoi tre desideri.
- Decidi di scappare dalla tigre, che finisce per inseguirti e sbranarti.

#### Finali positivi
- Diventi un famoso giocatore di baseball. Sei così felice, che non esprimi mai il tuo terzo desiderio. Quando un fan ti chiede qualcosa di tuo gli dai la lattina di aranciata di Jenna.
- Sembra che tu debba usare il tuo ultimo desiderio per far uscire tua madre dalla lattina di Jenna. Ma tua madre ha un'idea e te la sussurra. Quindi ti rivolgi a Jenna e desideri di avere desideri illimitati.
- Ti piacerebbe che Jenna fosse una persona normale. Tu e Stephanie vi trovate nella vostra vecchia casa.
- Diventi veramente generoso con le persone con la tua ricchezza e ora hai molti amici. Il tuo secondo desiderio è una grande festa a base di pizza. Quindi il tuo terzo desiderio è di rendere tutti gli altri ricchi.
- La tigre ti aiuta a ottenere l'anello dei desideri di Jenna e desideri di tornare a casa. Torni alla tua vecchia casa e salvi la confezione di aranciate...per ogni evenienza.

#### Finali ambigui
- Desideri che il mostruoso insetto metallico scompaia e, quando la tua sorellina Kate corre ad abbracciarti, desidera inavvertitamente di avere cento fratelli come te. Il desiderio si realizza e appaiono cento tuoi cloni. Se non altro, tuttavia, ti accontenti della situazione, visto che tuo fratello Randy non oserà più darti problemi.

## Copertina
A differenza delle copertine della serie originale di Piccoli brividi, realizzate da Tim Jacobus, Mark Nagata si è occupato della realizzazione delle copertine della collana Give Yourself Goosebumps insieme a Craig White. La copertina, appunto, è stata realizzata da Nagata e raffigura il genio Jenna sotto forma di misterioso alone verde-bianco dotato di occhi fuoriuscire da una lattina di aranciata in un vicolo abbandonato.

## Edizioni
- R. L. Stine, Il genio del male, traduzione di Alessandra Padoan, collana Piccoli brividi, Arnoldo Mondadori Editore, 1997,  p. 137.